# Gimme Hope Jo'anna
Gimme Hope Jo'anna is een single van Eddy Grant uit 1988, een protestlied.
Dit lied stelt het toenmalige apartheidsbeleid in Zuid-Afrika aan de kaak, en werd daarom verboden door de Zuid-Afrikaanse regering. Toch werd het op grote schaal uitgezonden in het land en werd het populair.
Het verkleinwoord Jo'anna in het nummer staat voor de stad Johannesburg, hier symbolisch gebruikt voor de regering die er zetelt.

## Hitnotering

### Nederlandse Top 40
| Hitnotering: 26-03-1988 t/m 11-06-1988 | Hitnotering: 26-03-1988 t/m 11-06-1988 | Hitnotering: 26-03-1988 t/m 11-06-1988 | Hitnotering: 26-03-1988 t/m 11-06-1988 | Hitnotering: 26-03-1988 t/m 11-06-1988 | Hitnotering: 26-03-1988 t/m 11-06-1988 | Hitnotering: 26-03-1988 t/m 11-06-1988 | Hitnotering: 26-03-1988 t/m 11-06-1988 | Hitnotering: 26-03-1988 t/m 11-06-1988 | Hitnotering: 26-03-1988 t/m 11-06-1988 | Hitnotering: 26-03-1988 t/m 11-06-1988 | Hitnotering: 26-03-1988 t/m 11-06-1988 | Hitnotering: 26-03-1988 t/m 11-06-1988 | Hitnotering: 26-03-1988 t/m 11-06-1988 |
| Week                                   | 1                                      | 2                                      | 3                                      | 4                                      | 5                                      | 6                                      | 7                                      | 8                                      | 9                                      | 10                                     | 11                                     | 12                                     |                                        |
| -------------------------------------- | -------------------------------------- | -------------------------------------- | -------------------------------------- | -------------------------------------- | -------------------------------------- | -------------------------------------- | -------------------------------------- | -------------------------------------- | -------------------------------------- | -------------------------------------- | -------------------------------------- | -------------------------------------- | -------------------------------------- |
| Nummer                                 | 16                                     | 3                                      | 1                                      | 1                                      | 1                                      | 1                                      | 1                                      | 2                                      | 5                                      | 13                                     | 21                                     | 33                                     | uit                                    |

### Nationale Hitparade Top 100
| Hitnotering: 19-03-1988 t/m 02-07-1988 | Hitnotering: 19-03-1988 t/m 02-07-1988 | Hitnotering: 19-03-1988 t/m 02-07-1988 | Hitnotering: 19-03-1988 t/m 02-07-1988 | Hitnotering: 19-03-1988 t/m 02-07-1988 | Hitnotering: 19-03-1988 t/m 02-07-1988 | Hitnotering: 19-03-1988 t/m 02-07-1988 | Hitnotering: 19-03-1988 t/m 02-07-1988 | Hitnotering: 19-03-1988 t/m 02-07-1988 | Hitnotering: 19-03-1988 t/m 02-07-1988 | Hitnotering: 19-03-1988 t/m 02-07-1988 | Hitnotering: 19-03-1988 t/m 02-07-1988 | Hitnotering: 19-03-1988 t/m 02-07-1988 | Hitnotering: 19-03-1988 t/m 02-07-1988 | Hitnotering: 19-03-1988 t/m 02-07-1988 | Hitnotering: 19-03-1988 t/m 02-07-1988 | Hitnotering: 19-03-1988 t/m 02-07-1988 | Hitnotering: 19-03-1988 t/m 02-07-1988 |
| Week                                   | 1                                      | 2                                      | 3                                      | 4                                      | 5                                      | 6                                      | 7                                      | 8                                      | 9                                      | 10                                     | 11                                     | 12                                     | 13                                     | 14                                     | 15                                     | 16                                     |                                        |
| -------------------------------------- | -------------------------------------- | -------------------------------------- | -------------------------------------- | -------------------------------------- | -------------------------------------- | -------------------------------------- | -------------------------------------- | -------------------------------------- | -------------------------------------- | -------------------------------------- | -------------------------------------- | -------------------------------------- | -------------------------------------- | -------------------------------------- | -------------------------------------- | -------------------------------------- | -------------------------------------- |
| Nummer                                 | 49                                     | 10                                     | 1                                      | 1                                      | 1                                      | 1                                      | 1                                      | 1                                      | 2                                      | 5                                      | 9                                      | 15                                     | 18                                     | 48                                     | 65                                     | 98                                     | uit                                    |

### VlaamseUltratop 50
| Hitnotering: 26-03-1988 t/m 18-06-1988 | Hitnotering: 26-03-1988 t/m 18-06-1988 | Hitnotering: 26-03-1988 t/m 18-06-1988 | Hitnotering: 26-03-1988 t/m 18-06-1988 | Hitnotering: 26-03-1988 t/m 18-06-1988 | Hitnotering: 26-03-1988 t/m 18-06-1988 | Hitnotering: 26-03-1988 t/m 18-06-1988 | Hitnotering: 26-03-1988 t/m 18-06-1988 | Hitnotering: 26-03-1988 t/m 18-06-1988 | Hitnotering: 26-03-1988 t/m 18-06-1988 | Hitnotering: 26-03-1988 t/m 18-06-1988 | Hitnotering: 26-03-1988 t/m 18-06-1988 | Hitnotering: 26-03-1988 t/m 18-06-1988 | Hitnotering: 26-03-1988 t/m 18-06-1988 | Hitnotering: 26-03-1988 t/m 18-06-1988 |
| Week                                   | 1                                      | 2                                      | 3                                      | 4                                      | 5                                      | 6                                      | 7                                      | 8                                      | 9                                      | 10                                     | 11                                     | 12                                     | 13                                     |                                        |
| -------------------------------------- | -------------------------------------- | -------------------------------------- | -------------------------------------- | -------------------------------------- | -------------------------------------- | -------------------------------------- | -------------------------------------- | -------------------------------------- | -------------------------------------- | -------------------------------------- | -------------------------------------- | -------------------------------------- | -------------------------------------- | -------------------------------------- |
| Nummer                                 | 23                                     | 9                                      | 3                                      | 1                                      | 1                                      | 1                                      | 1                                      | 1                                      | 1                                      | 2                                      | 4                                      | 6                                      | 12                                     | uit                                    |

### NPO Radio 2 Top 2000
| Nummer met noteringen in de NPO Radio 2 Top 2000 | '99  | '00  | '01  |
| ------------------------------------------------ | ---- | ---- | ---- |
| Gimme Hope Jo'anna                               | 1604 | 1602 | 1768 |

1. ↑  Een vetgedrukt getal geeft de hoogste notering aan.
2. ↑  Deze tabel is bijgewerkt tot en met de laatste editie (2024).

## Trivia
- Het nummer werd in Vlaanderen gecoverd door Sam Gooris met de titel Laat het gras maar groeien.